# توني بونسيت
توني بونسيت, ولد أنطونيو خوسيه بونس ميرون في يوم 23 ديسمبر في سنة 1918

## سيرة شخصية
انتقل الشاب أنطونيو خوسيه مع عائلته إلى بانيير دو بيجور عام 1922، وبدأ الغناء كهاوٍ في عام 1933. دخل المعهد الموسيقي في باريس عام 1947 حيث درس مع فرناند فرانسيل ولويز فوليرموس. قام بأول حفل موسيقي له في ليون عام 1953 . وفي عام 1954 ، فاز بالجائزة الأولى في مسابقة التينور في مدينة كان ، ثم قام بجولة في الولايات المتحدة والمكسيك وكندا .